# Sakis Rouvas
Anastasios "Sakis" Rouvas, grč. Αναστάσιος "Σάκης" Ρουβάς (Mandoukion, 5. siječnja 1972.) grčki je pjevač, glumac i televizijski voditelj. Najuspješniju karijeru izgradio je u Grčkoj i Cipru, a široj svjetskoj javnosti postao je poznat nakon nastupa na Pjesmi Eurovizije 2004. s pjesmom "Shake It", s kojom je osvojio treće mjesto. Sakis je i dobitnik Svjetske glazbene nagrade (World Music Awards) 2005. godine, kao najprodavaniji grčki izvođač.

## Studijski albumi
- 1991.: Sakis Rouvas
- 1992.: Min Andistekese
- 1993.: Gia Sena
- 1994.: Aima, Dakrya & Idrotas
- 1996.: Tora Arhizoun Ta Dyskola
- 1998.: Kati Apo Mena
- 2000.: 21os Akatallilos
- 2002.: Ola Kala
- 2003.: To Hrono Stamatao
- 2005.: S'eho Erotefthi
- 2006.: Iparhi Agapi Edo
- 2008.: Irthes

## Pjesma Eurovizije 2009.
Sakis Rouvas je izabran da predstavlja Grčku na Pjesmi Eurovizije 2009. s pjesmom "This is our night" (Ovo je naša noć). 16. svibnja 2009., u finalu Eurovizije 2009., osvaja 7. mjesto i dobiva po 12 bodova od Cipra, Albanije i Bugarske.

## Privatni život
Sakis Rouvas je bio u ljubavnoj vezi s grčkim supermodelom Katiom Zygouli od 2003. godine. Godine 2008. prekinuli su, ali su se opet vratili jedno drugom nakon Zygouline trudnoće. Zygouli je dovezena u atensku bolnicu oko jedanaest sati, 2. studenog 2008., gdje je par dobio svoje prvo dijete, zdravu djevojčicu.

## Vanjske poveznice
- Službena mrežna stranica